# Myotis keenii
Myotis keenii är en däggdjursart som först beskrevs av Clinton Hart Merriam 1895. Den ingår i släktet Myotis och familjen läderlappar. Inga underarter finns listade i Catalogue of Life.
Arten är svårfångad; relativt liten mängd information är därför tillgänglig. Artepitet i det vetenskapliga namnet hedrar John Henry Keen som hittade typexemplaret.

## Beskrivning
Pälsen är mörkbrun på ovansidan, ofta med otydliga, mörkare skulderfläckar och med ljusare buksida. Myotis keenii är en medelstor fladdermus med en kroppslängd på 4 till 5,5 cm, en vingbredd på 20 till 26 cm och en vikt på 4 till 6 g. Den nära släktingen Myotis evotis utgör en förväxlingsart.

## Ekologi
Arten förekommer i stora, gamla kustskogar från havsytans nivå till 1 100 meter över havet. Daglegan förläggs till utrymmen under stora, lösa barkstycken och stubbar, i ihåliga träd, under broar och på husvindar. Ett fåtal observationer har även gjorts i samhällen.
De enda kända övervintringsplatserna utgörs av grottor i karstbildningar. De enda lokaliserade yngelkolonierna utgörs av grottor intill en varm källa och utrymmen under en contortatallstubbe.
Den högsta kända åldern uppvisades av en märkt individ som var 12 år och 11 månader när den återfångades. Man tror emellertid att arten kan bli betydligt äldre; i fångenskap har den blivit 19 år.

### Föda och predation
Födan utgörs både av flygande och icke-flygande leddjur, framför allt fjärilar och spindlar. Den tar även tvåvingar och nattsländor.
Man antar att arten själv utgör föda åt djur som tvättbjörnar, tamkatter, ugglor, hökar och ormar. För sovande fladdermöss kan även hjortråttor utgöra en fara.

### Fortplantning
Man antar, baserat på andra, närbeslätade arter, att Myotis keenii parar sig på hösten innan den börjar sova vintersömn och att honorna sparar sperman i sin kropp så att den egentliga befruktningen inte sker förrän till våren. Efter en dräktighet på 40 till 60 dygn föds en unge, som diar honan i 3 till 6 veckor varefter den blir självständig. Ungen blir könsmogen vid ungefär ett års ålder.

## Utbredning
Utbredningsområdet omfattar nordvästra Nordamerika från delstaten Washingtons kust, över British Columbia (kust och öar) till sydöstra Alaska.

## Bevarandestatus
IUCN kategoriserar arten globalt som livskraftig. Man konstaterar att habitatet troligtvis minskar, men att det är okänt i vilken takt. Som troliga orsaker anges främst skogsbruk och vägbyggnad; andra, angivna orsaker anges som mineralutvinning, bekämpningsmedel, skogsbränder och mänsklig störning av yngelkolonier. Dessutom har man sedan 2007 kunnat konstatera kraftiga utbrott hos andra fladdermöss i samband med övervintringen av en dödlig svampsjukdom, White nose syndrome. Ännu (2016) har inte denna sjukdom påträffats hos Myotis keenii, men farhågor finns för att även denna art skall drabbas.